# مارك دورسيل
مارك دورسيل (بالفرنسية: Marc Dorcel)‏ هو منتج فرنسي من أصل مجري للأفلام الإباحية. هي شركة إنتاج أفلام سينمائية إباحية.

## وصلات خارجية
- مارك دورسيل على موقع IMDb (الإنجليزية)
- مارك دورسيل على موقع IMDb (الإنجليزية)
- مارك دورسيل على موقع ألو سيني (الفرنسية)
- مارك دورسيل على موقع قاعدة بيانات الفيلم (الإنجليزية)
- مارك دورسيل على موقع كينوبويسك (الروسية)